# Monmadalès
Monmadalès is een gemeente in het Franse departement Dordogne (regio Nouvelle-Aquitaine) en telt 71 inwoners (2009). De plaats maakt deel uit van het arrondissement Bergerac.

## Geografie
De oppervlakte van Monmadalès bedraagt 5,2 km², de bevolkingsdichtheid is dus 13,7 inwoners per km².
De onderstaande kaart toont de ligging van Monmadalès met de belangrijkste infrastructuur en aangrenzende gemeenten.

## Demografie
Onderstaande figuur toont het verloop van het inwonertal (bron: INSEE-tellingen).